# Приз Марка Мессье
Марк Мессье Лидершип Эворд (англ. Mark Messier Leadership Award) — приз НХЛ, вручаемый Марком Мессье игроку проявившему лидерские качества на льду и за его пределами. Введен в сезоне 2006/07 и спонсируется Cold-fX.
Приз Мессье вручается иначе чем другие призы НХЛ. В сезоне 2006/07 пять игроков ежемесячно награждались НХЛ, тогда как окончательное решение было сделано Марком Мессье. С сезона 2007/08 Лига перестала выбирать ежемесячных победителей, обладатель Приза называется в конце регулярного сезона.

## Победители
| Год     | Игрок               | Команда              | Месяц   | Ежемесячный победитель | Команда            |
| ------- | ------------------- | -------------------- | ------- | ---------------------- | ------------------ |
| 2006/07 | Крис Челиос         | Детройт Ред Уингз    | Ноябрь  | Брендан Шэнахэн        | Нью-Йорк Рейнджерс |
| 2006/07 | Крис Челиос         | Детройт Ред Уингз    | Декабрь | Скотт Нидермайер       | Анахайм Дакс       |
| 2006/07 | Крис Челиос         | Детройт Ред Уингз    | Январь  | Сидни Кросби (1)       | Питтсбург Пингвинз |
| 2006/07 | Крис Челиос         | Детройт Ред Уингз    | Февраль | Венсан Лекавалье       | Тампа-Бэй Лайтнинг |
| 2006/07 | Крис Челиос         | Детройт Ред Уингз    | Март    | Роберто Луонго         | Ванкувер Кэнакс    |
| 2007/08 | Матс Сундин         | Торонто Мейпл Лифс   | —       | —                      | —                  |
| 2008/09 | Джером Игинла       | Калгари Флэймз       | —       | —                      | —                  |
| 2009/10 | Сидни Кросби (2)    | Питтсбург Пингвинз   | —       | —                      | —                  |
| 2010/11 | Здено Хара          | Бостон Брюинз        | —       | —                      | —                  |
| 2011/12 | Шейн Доун           | Финикс Койотис       | —       | —                      | —                  |
| 2012/13 | Даниэль Альфредссон | Оттава Сенаторз      | —       | —                      | —                  |
| 2013/14 | Дастин Браун        | Лос-Анджелес Кингз   | —       | —                      | —                  |
| 2014/15 | Джонатан Тэйвз      | Чикаго Блэкхокс      | —       | —                      | —                  |
| 2015/16 | Ши Уэбер            | Нэшвилл Предаторз    | —       | —                      | —                  |
| 2016/17 | Ник Фолиньо         | Коламбус Блю Джекетс | —       | —                      | —                  |
| 2017/18 | Дерик Энгелланд     | Вегас Голден Найтс   | —       | —                      | —                  |
| 2018/19 | Уэйн Симмондс       | Нэшвилл Предаторз    | —       | —                      | —                  |
| 2019/20 | Марк Джиордано      | Калгари Флэймз       | —       | —                      | —                  |
| 2020/21 | Патрис Бержерон     | Бостон Брюинз        | —       | —                      | —                  |
| 2021/22 | Анже Копитар        | Лос-Анджелес Кингз   | —       | —                      | —                  |
| 2022/23 | Стивен Стэмкос      | Тампа-Бэй Лайтнинг   | —       | —                      | —                  |
| 2023/24 | Джейкоб Труба       | Нью-Йорк Рейнджерс   | —       | —                      | —                  |
| 2024/25 | Александр Овечкин   | Вашингтон Кэпиталз   | —       | —                      | —                  |